# メイコン郡 (ノースカロライナ州)
メイコン郡（メイコンぐん、英: Macon County）は、アメリカ合衆国ノースカロライナ州の西部に位置する郡である。2010年国勢調査での人口は33,922人であり、2000年の29,811人から13.8%増加した。郡庁所在地はフランクリン町（人口3,845人）であり、同郡で人口最大の町でもある。
郡内をナンタヘイラ川が流れている。この川は国内でも人気のある急流下りの場所の1つである。

## 歴史
メイコン郡は1828年にヘイウッド郡の西部が分離して設立された。郡名は1791年から1815年までノースカロライナ州選出アメリカ合衆国下院議員を務め、1801年から1807年までは同下院議長、1815年から1828年まではアメリカ合衆国上院議員を務めたナサニエル・メイコンに因んで名付けられた。
1839年、郡の西部がチェロキー郡となった。1851年、メイコン郡とヘイウッド郡のそれぞれ一部を合わせ、ジャクソン郡が設立された。

## 郡政府
メイコン郡は地域の自治体委員会であるサウスウェスタン委員会のメンバーである。

## 地理
アメリカ合衆国国勢調査局に拠れば、郡域全面積は519平方マイル (1,344 km2)であり、このうち陸地516平方マイル (1,336 km2)、水域は3平方マイル (8 km2)で水域率は0.58%である。

### 特徴的な地形
メイコン郡の総面積519平方マイル (1,344 km2) の中で、46.1%にあたる239.31平方マイル (620 km2) が連邦政府の管理する土地であり、ナンタヘイラ国立の森はアメリカ合衆国林野局が管理している。連邦管理地の中で71.56平方マイル (185 km2) はハイランズ・レンジャー地区に、残り167.75平方マイル (434 km2) はウェイア・レンジャー地区に入っている。郡内最大の自然水源はカラセイジャ川である。

### 滝

#### カラセイジャ滝
カラセイジャ滝は州南西部、フランクリン町の西にある。ナンタヘイラ国立の森を流れるカラセイジャ川の途中にあり、マウンテンウォーターズ景観側道の一部である。「カラセイジャ」とい言葉は、チェロキー族インディアンの言葉で「アメリカサイカチの場所」を意味している。この滝はカラセイジャ川で最下流の主要な滝である。0.2マイル (320 m) の長さにわたって長い多段形状になっている。滝の高さは、ケビン・アダムズの「ノースカロライナの滝」では200フィート (61 m)、NCWaterfalls.comでは250フィート (77 m) となっている。しかし、グーグルアースでは、137フィート (42 m) としている。これは、滝の最頂部の標高と、最後の滝坪の標高の差である。車で滝を遠くに見ることができるが、じっくりと見るのは容易でない。アメリカ国道64号線のカーブが続く場所にあり、道の上下には切り立った岩崖がある。滝の近くに1か所小さな待避所があるが、道を歩くと他の通過者に轢かれる危険性がある。

#### ドライ滝
ドライ滝はアッパー・カラセイジャ滝とも呼ばれ、ナンタヘイラ国立の森の中、ハイランズの北西にある、高さ65フィート (20.1 m) の滝である。ナンタヘイラ国立の森を流れるカラセイジャ川の途中にある。ながさ8.7マイル (14.0 km) にわたって続く滝の一部であり、最後の滝はカラセイジャ滝である。上に迫り出した崖の上にあり、水流が少ないときは下まで歩いて行ってもあまり濡れないので、ドライという名前がある。水流が多いときは濡れることになる。長い間ドライ滝と呼ばれてきたが、他にもハイ滝、ピッチャー滝、カラセイジャ滝などとも呼ばれている。フランクリン町からは南東に15.7マイル (25 km)、ハイランズからは北に3.1マイル (5 km) のアメリカ国道64号線沿いにある。道路脇に駐車場があり、車を駐めてから歩いて階段のある道を滝まで降りられる。2009年にアメリカ合衆国林野局が駐車場と歩道を改良した。

#### ブライダルベール滝
ブライダルベール滝はナンタヘイラ国立の森の中、フランクリンの南東にある、高さ45フィート (13.7 m) の滝である。滝の背後に道路が短くカーブする場所があり、州内で車に乗ったまま見ることのできる唯一の滝である。ナンタヘイラ国立の森の中を流れるカラセイジャ川支流の途中にある。上に迫り出した崖の上にあり、水流が少ないときは下まで歩いて行ってもあまり濡れない。乾期には水流がほとんど無くなるが、水嵩が中程度から高いときは濡れることになる。これを避けるには車の中に留まり、滝の背後を通ることである。フランクリン町からは南東に16.5マイル (27 km)、ハイランズからは北に2.3マイル (4 km) のアメリカ国道64号線沿いにある。国道64号線は当初滝の背後を回るコースを採っていたが、冬季には凍結の問題が起こった。その後、滝の前面を回るルートに変更された。道路側に駐車場があり、車に乗ったまま滝を眺められる。2003年、滝の左側を巨岩が滑り落ち、そちら側の道を完全に塞いだ。2007年7月、地元開発業者がこの巨岩を取り除いた。現在は障害が無い。

#### クエリー滝
クエリー滝はフランクリン町の南西、アメリカ国道64号線沿いにある小さな滝である。地元では「バスト・ユア・バット」（必死に頑張れという俗語）とも呼ばれ、大きく深い滝壺があって、暖かい季節には水泳を楽しめる。

### 郡区
メイコン郡は11の郡区に分割されている。バーニングタウン、カートゥギチャイ、カウイ、エリジェイ、フラッツ、フランクリン、ハイランズ、ミルショール、ナンタヘイラ、スミスブリッジ、シュガーフォークの各郡区である。

### 主要高規格道路
- アメリカ国道19号線
- アメリカ国道23号線
- アメリカ国道64号線
- アメリカ国道74号線
- アメリカ国道441号線
- ノースカロライナ州道28号線
- ノースカロライナ州道106号線、ディラード道路

### 隣接する郡
- スウェイン郡 - 北
- ジャクソン郡 - 東
- ラブン郡 (ジョージア州) - 南
- クレイ郡 - 南西
- チェロキー郡 - 西
- グラハム郡 - 北西

## 人口動態
以下は2000年の国勢調査による人口統計データである。
| 基礎データ - 人口: 29,811人 - 世帯数: 12,828 世帯 - 家族数: 8,902 家族 - 人口密度: 22人/km2（58人/mi2） - 住居数: 20,746軒 - 住居密度: 16軒/km2（40軒/mi2） 人種別人口構成 - 白人: 97.18% - アフリカン・アメリカン: 1.20% - ネイティブ・アメリカン: 0.28% - アジア人: 0.39% - 太平洋諸島系: 0.02% - その他の人種: 0.31% - 混血: 0.63% - ヒスパニック・ラテン系: 1.52% | 年齢別人口構成 - 18歳未満: 20.3% - 18-24歳: 6.1% - 25-44歳: 23.2% - 45-64歳: 27.9% - 65歳以上: 22.4% - 年齢の中央値: 45歳 - 性比（女性100人あたり男性の人口） - 総人口: 92.1 - 18歳以上: 88.4 世帯と家族（対世帯数） - 18歳未満の子供がいる: 24.8% - 結婚・同居している夫婦: 58.5% - 未婚・離婚・死別女性が世帯主: 8.0% - 非家族世帯: 30.6% - 単身世帯: 27.0% - 65歳以上の老人1人暮らし: 13.6% - 平均構成人数 - 世帯: 2.28人 - 家族: 2.74人 | 収入と家計 - 収入の中央値 - 世帯: 32,139米ドル - 家族: 37,381米ドル - 性別 - 男性: 28,113米ドル - 女性: 20,081米ドル - 人口1人あたり収入: 18,642米ドル - 貧困線以下 - 対人口: 12.6% - 対家族数: 8.8% - 18歳未満: 16.0% - 65歳以上: 11.8% |

## 都市と町

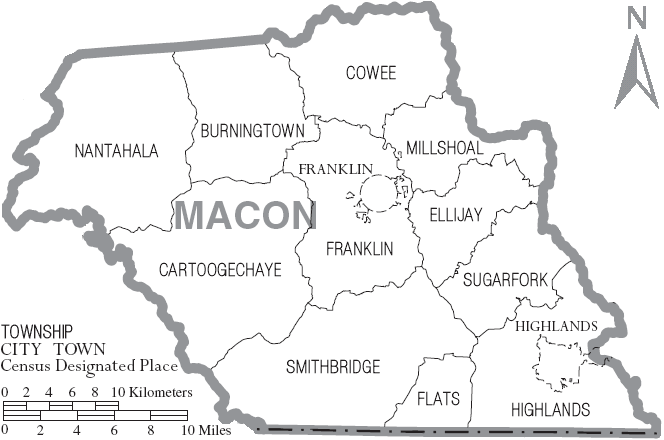
メイコン郡の自治体と郡区

下記リストは、郡区毎に、法人化町を太字体で、その他の未編入の町の順に並べる。
- フランクリン郡区（中央部）
  - フランクリン - 郡庁所在地
  - イオトラ
  - プレンティス
- ハイランズ郡区（南東部）
  - ハイランズ
- シュガーフォーク郡区（東南東部）
  - カラセイジャ
  - ピークスクリーク
  - グナイス
- バーニングタウン郡区（北北西部）
- カートゥギチャイ郡区（西南西部）
  - レインボウスプリングス
- カウイ郡区（北北東部）
  - オークグローブ
  - ウェスツミル
- エリジェイ郡区（東部）
- ナンタヘイラ郡区（北西部）
  - アクォーン
  - カイル
- スミスブリッジ郡区（南南西部）
  - オットー
- ミルショール郡区（東北東部）
  - ホリースプリングス
- フラッツ郡区（南中部）
  - スケイリーマウンテン

その他の町
- エトナ
- レザーマン

## 教育

### フランクリン

#### ユニオン・アカデミー
ユニオン・アカデミーは6年生から12年生を教える公立のオールターナティブスクールである。サウスメイコン小学校の近くにある。前校長が退職した2006年に、ユニオン・オールターナティブから現名称に変更された。現校長は学校の方針も劇的に変えた。

#### メイコン・アーリー・カレッジ
メイコン・アーリー・カレッジはフランクリン町の林間道と公共図書館の隣にあり、カレッジの授業を行う高校である。サウスウェスタン・コミュニティカレッジが授業に協力している。2008年時点でサウスウェスタン・コミュニティカレッジはアメリカのベスト・コミュニティカレッジ・リストの第4位に挙げられている。メイコン・アーリー・カレッジは、フランクリン高校の後、ユニオン・アカデミーの前にできた3高校の1つである。